# 神戸学院大学附属中学校・高等学校
神戸学院大学附属中学校・高等学校（こうべがくいんだいがくふぞくこうとうがっこう）は、兵庫県神戸市中央区に所在し、中高一貫教育を提供する私立中学校・高等学校。略称は、神院大附、神戸学院、学院。

## 沿革

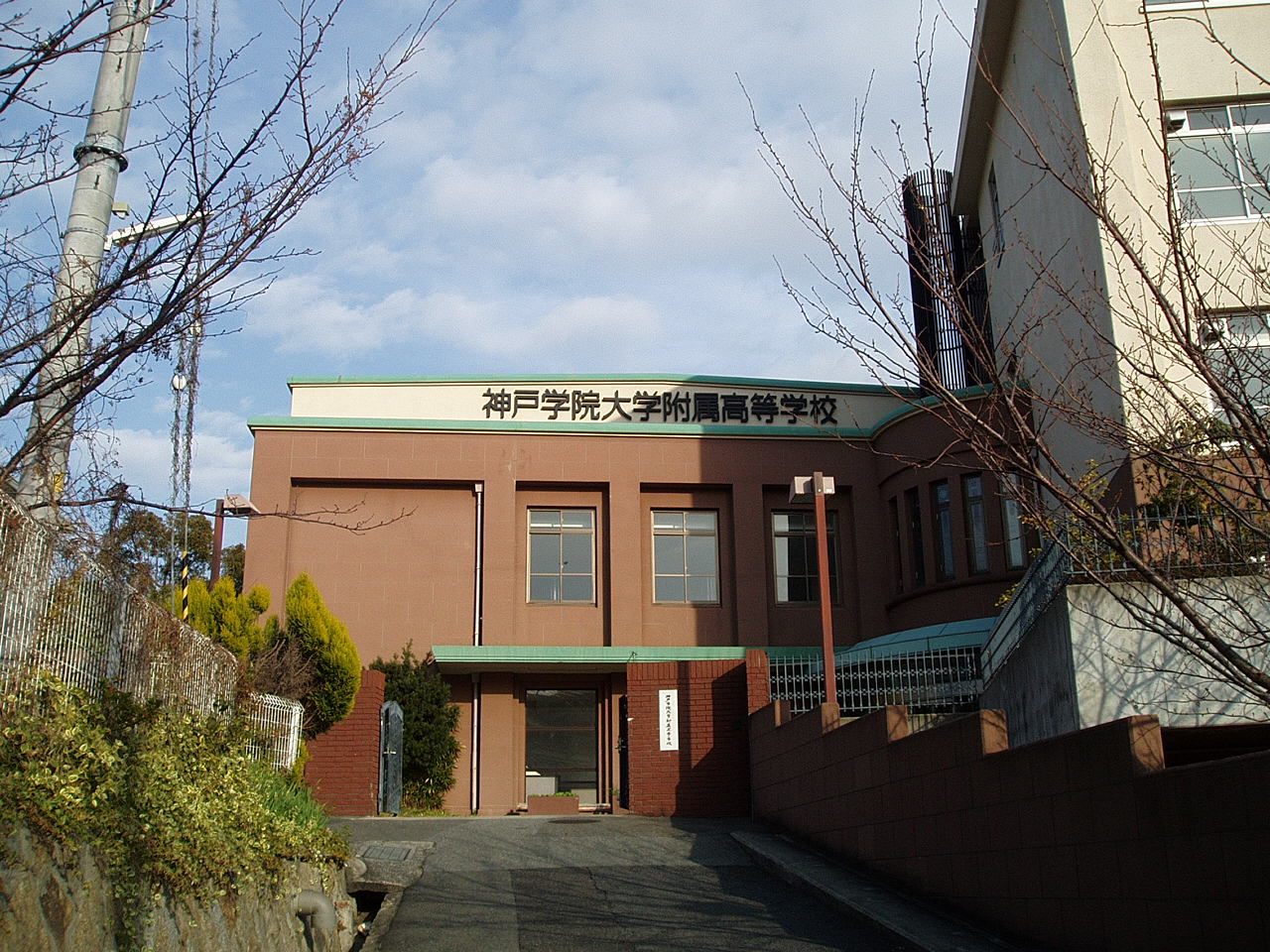
会下山校舎

### 略歴
1912年に森わさが日本婦人本来の美徳を身につけた女性の育成を志し､「報恩感謝・自治勤労」を校訓として創立した森裁縫女学校を起源とし、1923年に裁縫学校に併設された森高等女学校の伝統を受け継ぐ。1949年の学制改革により神戸森高等学校となり、1966年に森わさの長男である森茂樹によって神戸学院大学が開設されると、その系列校として神戸学院女子高等学校と改名する。2001年に大学の附属化するとともに共学に改編し、学校名も神戸学院大学附属高等学校となった。
会下山の旧校舎は築80年以上経過しており校地も手狭なため、ポートアイランドのみなとじま駅前の旧神戸市看護大学短期大学部敷地及び関西電力ポートアイランドグラウンドを買い取り、2016年4月に移転した。この場所は神戸学院大学ポートアイランドキャンパスに近く、学習やクラブ活動などでの大学との連携が期待されている。また、敷地は以前の約5倍の広さとなった。
2017年4月より神戸学院大学附属中学校が併設された。

### 年表
- 1912年1月 - 奥平野北三区（現神戸市兵庫区五宮町)に私立森裁縫女学校を創立
- 1918年3月 - 私立森裁縫女学校を私立森女学校に改称
- 1923年3月 - 私立森高等女学校設置認可
- 1924年1月 - 私立森高等女学校を神戸市森高等女学校に改称
- 1936年10月 - 神戸市森高等女学校、会下山に新校舎竣工し移転
- 1937年5月 - 私立森女学校に商業科を併設、神戸市森女子商業家政学校に改称
- 1945年6月 - 財団法人神戸市森高等女学校設立認可
- 1945年6月 - 神戸市森女子商業家政学校廃止
- 1947年4月 - 学制改革により神戸市森高等女学校を神戸森中学校に改称
- 1948年4月 - 学制改革により神戸森高等学校を設置
- 1949年1月 - 財団法人神戸森学園と改称　神戸森高等学校・神戸森中学校に改称
- 1966年4月 - 神戸学院女子高等学校・神戸学院女子中学校と改称
- 1968年3月 - 神戸学院女子中学校廃止
- 1996年5月 - 特別教室棟（新館）、再建竣工
- 2001年4月 - 神戸学院大学附属高等学校と改称。男女共学となる
- 2016年4月 - 神戸・ポートアイランドに校舎を移転
- 2017年4月 - 神戸学院大学附属中学校開校[3]

## 特色
- 高大連携教育
- 教育の情報化
- きめ細やかな教育
- 国際的視野
- 社会との出会い

## 設置学科
高等学校
- 全日制普通科
  - 特進文理コース
  - 特進グローバルコース
  - 総合進学コース（2年次よりクラス選択）
  - 中高一貫コース（2年次よりクラス選択）

中学校
- 中高一貫コース

## 学校行事
- 4月　入学式
- 6月　体育大会
- 7月　生徒会役員改選
- 9月　学院祭
- 11月　芸術鑑賞会
- 1月　中学入試、創立記念日（23日）
- 2月　高校入試、卒業証書授与式

## 部活動
- 運動部 - 空手道、剣道、硬式野球、柔道、卓球、ダンス、バドミントン、陸上競技、バレーボール、サッカー、ソフトテニス、バスケットボール（男）
- 文化部 - インターアクト、軽音楽、吹奏楽、箏曲、ESS、茶道、美術、パソコン、写真、放送、書道、華道、理科、文芸、家庭科

## 著名な出身者
- 山路ふみ子 - 俳優、実業家、社会事業家[4]
- タイナカ彩智 - シンガーソングライター
- 寺岡真弘 - サッカー選手
- 嘉味田隼 - サッカー選手
- 小川慶治朗 - サッカー選手
- 和田篤紀 - サッカー選手
- 廣田隆治 - サッカー選手
- 小林成豪 - サッカー選手
- 前田凌佑 - サッカー選手
- 表原玄太 - サッカー選手
- 吉丸絢梓 - サッカー選手
- 山口真司 - サッカー選手
- 安井拓也 - サッカー選手
- 小林友希 - サッカー選手
- 泉柊椰 - サッカー選手
- 小田裕太郎 - サッカー選手

## アクセス
- 神戸新交通ポートアイランド線みなとじま駅 徒歩約1分